# García Felipe de Legazpi y Velasco Altamirano y Albornoz
García Felipe de Legazpi y Velasco Altamirano y Albornoz (15 de fevereiro de 1643 - 6 de março de 1706) foi um prelado católico romano que serviu como Bispo de Tlaxcala de 1704 a 1706, Bispo de Michoacán de 1701 a 1704 e Bispo de Durango de 1691 a 1701.

## Biografia
García Felipe de Legazpi y Velasco Altamirano y Albornoz nasceu na Nova Espanha, atual México. Em 19 de junho de 1691, foi selecionado pelo Rei da Espanha e confirmado pelo Papa Alexandre VIII como Bispo de Durango. Recebeu a ordenação episcopal em 7 de dezembro de 1692, por Francisco de Aguiar y Seijas y Ulloa, Arcebispo do México. Em 8 de agosto de 1701, foi selecionado pelo Rei da Espanha e confirmado pelo Papa Clemente XI como Bispo de Michoacán; foi empossado em 4 de março de 1703. Em 14 de janeiro, foi selecionado pelo Rei da Espanha e confirmado pelo Papa Clemente XI como Bispo de Tlaxcala; ele foi instalado em 30 de maio de 1704 e serviu até sua morte.
 

Enquanto bispo, foi o principal consagrador de Diego de Gorospe e Irala, bispo de Nueva Segovia (1702), e de Manuel de Escalante Colombres y Mendoza, bispo de Durango (1703).